# Thyenula
Thyenula Simon, 1902 è un genere di ragni appartenente alla famiglia Salticidae.

## Distribuzione
Delle 10 specie oggi note di questo genere, tutte africane, 6 sono endemiche del Sudafrica, 3 dello Zimbabwe e una dell'Egitto.

## Tassonomia
Potrebbe essere un sinonimo anteriore di Klamathia Peckham & Peckham, 1903 secondo uno studio di Prószynski del 1987.
Viene considerato, invece, un sinonimo anteriore di Tularosa Peckham & Peckham, 1903 dall'aracnologa Wesolowska a seguito di uno studio del 1993.
A dicembre 2010, si compone di 10 specie:
- Thyenula ammonis Denis, 1947 — Egitto
- Thyenula arcana (Wesolowska & Cumming, 2008) — Zimbabwe
- Thyenula armata Wesolowska, 2001 — Sudafrica
- Thyenula aurantiaca (Simon, 1902) — Sudafrica
- Thyenula fidelis Wesolowska & Haddad, 2009 — Sudafrica
- Thyenula hortensis Wesolowska & Cumming, 2008 — Zimbabwe
- Thyenula juvenca Simon, 1902[2] — Sudafrica
- Thyenula fidelis Wesolowska & Haddad, 2009 — Sudafrica
- Thyenula oranjensis Wesolowska, 2001 — Sudafrica
- Thyenula sempiterna Wesolowska, 2000 — Zimbabwe

### Specie trasferite
- Thyenula plumosa (Lessert, 1925); trasferita al genere Cembalea Wesolowska, 1993, a seguito di uno studio della Wesolowska stessa, ed ha assunto la denominazione di Cembalea plumosa[1].